# Pseudotrochalus lomamiensis
Pseudotrochalus lomamiensis är en skalbaggsart som beskrevs av Louis Burgeon 1943. Pseudotrochalus lomamiensis ingår i släktet Pseudotrochalus och familjen Melolonthidae. Inga underarter finns listade i Catalogue of Life.